# Cumières (Marne)
Pour les articles homonymes, voir Cumières.
Cumières est une commune française située dans le département de la Marne en région Grand Est.
Ses habitants sont appelés les Cumariots.

## Géographie

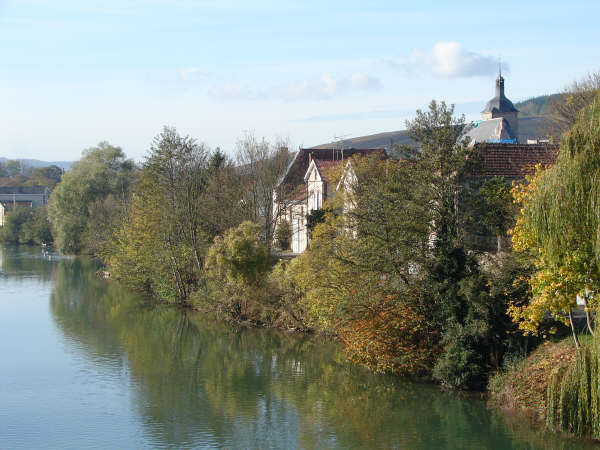
Les bords de Marne à Cumières.

Le village de Cumières est situé sur la rive droite de la Marne, au pied de la montagne de Reims. Cette situation explique une variation de l'altitude de 65 à 215 mètres dans la commune. La Marne fait office de délimitation, au sud, avec la commune de Mardeuil. Au nord, sur les versants de la montagne de Reims se trouve le vignoble cumariot qui appartient au vignoble de la vallée de la Marne. 254 ha sur les 299 que compte la commune sont occupés par les vignes.
À l'est de Cumières, sur le territoire d'Hautvillers, au niveau de l'écluse, le canal latéral à la Marne rejoint la rivière. Il se sépare à nouveau d'elle à l'ouest du village, dans une portion de canal dénommé le « fer à cheval ». A l'écluse de Cumières, plus à l'ouest, le canal rejoint à nouveau la Marne.
|        |          | Hautvillers |
| Damery | Cumières |             |
|        | Mardeuil |             |

### Hydrographie
La commune est dans la région hydrographique « la Seine de sa source au confluent de l'Oise (exclu) » au sein du bassin Seine-Normandie. Elle est drainée par la Marne, Dérivation de Cumières et le Fossé 01 des Treilles Monet,.
La Marne  prend sa source sur le plateau de Langres, dans la commune de Saints-Geosmes (Haute-Marne) et se jette dans la Seine entre Charenton-le-Pont et Alfortville (Val-de-Marne) dans le quartier de Conflans-l'Archevêque. Les caractéristiques hydrologiques de la Marne sont données par la station hydrologique située sur la commune de Cumières. Le débit moyen mensuel est de 77,7 m3/s. Le débit moyen journalier maximum est de 497 m3/s, atteint lors de la crue du 29 janvier 2018. Le débit instantané maximal est quant à lui de 500 m3/s, atteint le même jour.

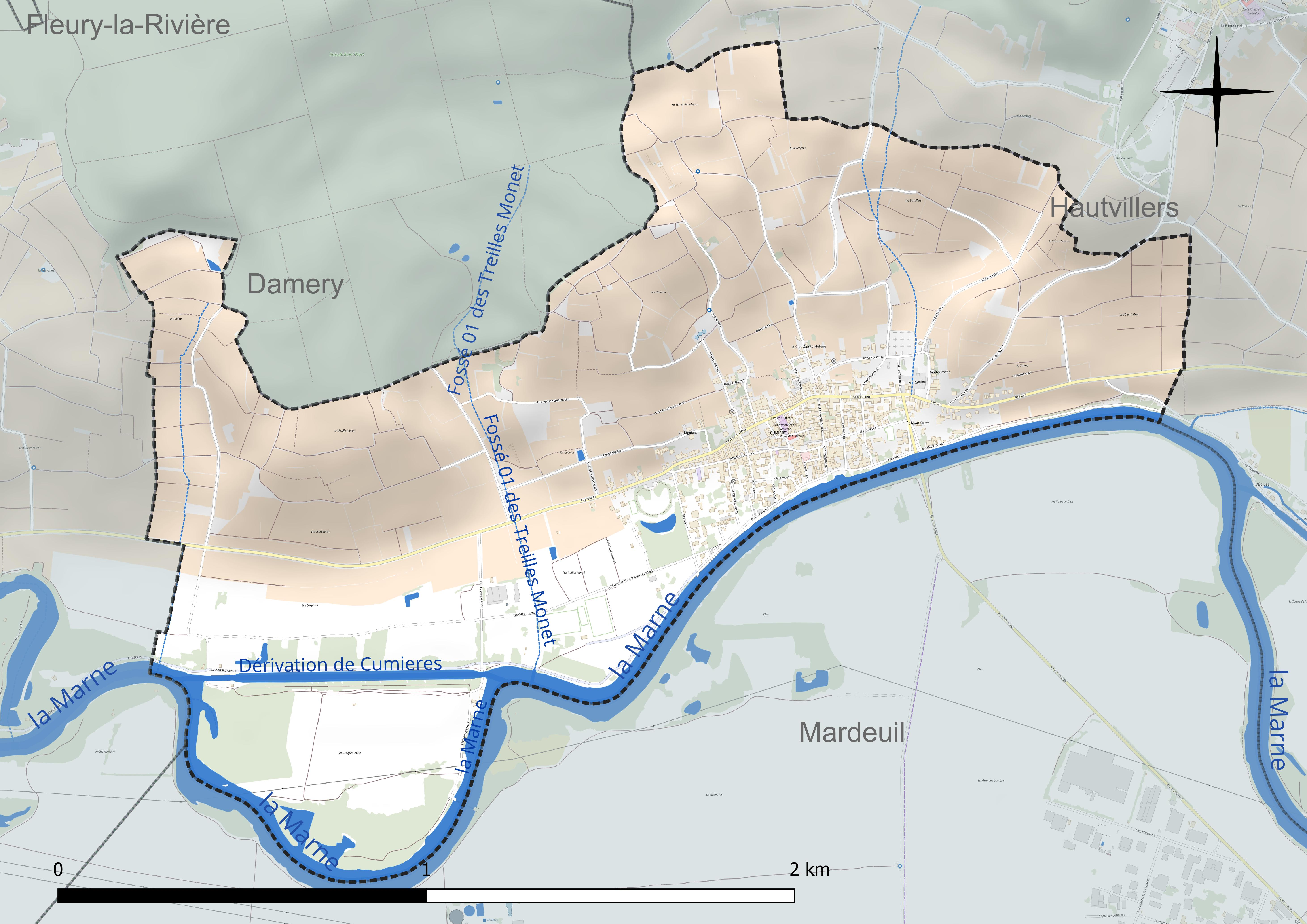
Réseau hydrographique de Cumières.

### Climat
Pour des articles plus généraux, voir Climat du Grand Est et Climat de la Marne.
En 2010, le climat de la commune est de type climat océanique dégradé des plaines du Centre et du Nord, selon une étude du Centre national de la recherche scientifique s'appuyant sur une série de données couvrant la période 1971-2000. En 2020, Météo-France publie une typologie des climats de la France métropolitaine dans laquelle la commune est exposée à un climat océanique altéré et est dans la région climatique Nord-est du bassin Parisien, caractérisée par un ensoleillement médiocre, une pluviométrie moyenne régulièrement répartie au cours de l’année et un hiver froid (3 °C).
Pour la période 1971-2000, la température annuelle moyenne est de 11 °C, avec une amplitude thermique annuelle de 16,2 °C. Le cumul annuel moyen de précipitations est de 708 mm, avec 12 jours de précipitations en janvier et 8,3 jours en juillet. Pour la période 1991-2020, la température moyenne annuelle observée sur la station météorologique de Météo-France la plus proche, « Chouilly », sur la commune de Chouilly à 8 km à vol d'oiseau, est de 11,4 °C et le cumul annuel moyen de précipitations est de 668,9 mm. 
La température maximale relevée sur cette station est de 40,3 °C, atteinte le 25 juillet 2019 ; la température minimale est de −12,3 °C, atteinte le 5 février 2012,,.
Les paramètres climatiques de la commune ont été estimés pour le milieu du siècle (2041-2070) selon différents scénarios d'émission de gaz à effet de serre à partir des nouvelles projections climatiques de référence DRIAS-2020. Ils sont consultables sur un site dédié publié par Météo-France en novembre 2022.

## Urbanisme

### Typologie
Au 1er janvier 2024, Cumières est catégorisée bourg rural, selon la nouvelle grille communale de densité à sept niveaux définie par l'Insee en 2022.
Elle est située hors unité urbaine. Par ailleurs la commune fait partie de l'aire d'attraction d'Épernay, dont elle est une commune de la couronne,. Cette aire, qui regroupe 44 communes, est catégorisée dans les aires de 50 000 à moins de 200 000 habitants,.

### Occupation des sols
L'occupation des sols de la commune, telle qu'elle ressort de la base de données européenne d’occupation biophysique des sols Corine Land Cover (CLC), est marquée par l'importance des territoires agricoles (88,6 % en 2018), une proportion identique à celle de 1990 (88,6 %). La répartition détaillée en 2018 est la suivante : 
cultures permanentes (61,6 %), zones agricoles hétérogènes (17,2 %), zones urbanisées (10,5 %), prairies (8,9 %), forêts (1 %), terres arables (0,9 %). L'évolution de l’occupation des sols de la commune et de ses infrastructures peut être observée sur les différentes représentations cartographiques du territoire : la carte de Cassini (XVIIIe siècle), la carte d'état-major (1820-1866) et les cartes ou photos aériennes de l'IGN pour la période actuelle (1950 à aujourd'hui).

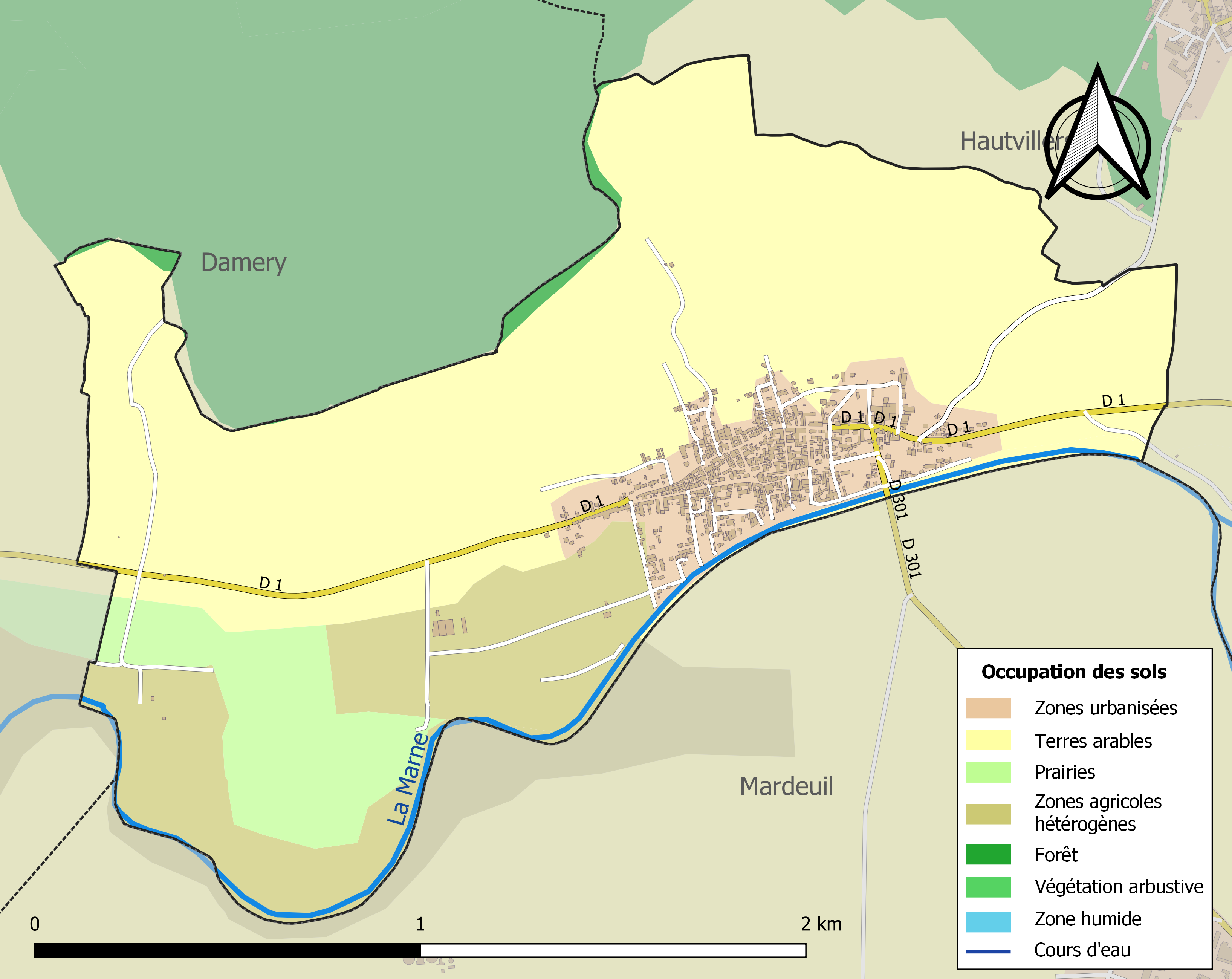
Carte des infrastructures et de l'occupation des sols de la commune en 2018 (CLC).

### Voies de communication et transports
Membre de la communauté d'agglomération Épernay, Coteaux et Plaine de Champagne, Cumières bénéficie du service de transport à la demande (TAD) du réseau Mouvéo. La commune dispose de trois arrêts (Pont, Leclerc et Jard) sur la ligne B entre Cumières et Épernay, qui propose en 2025 trois allers et trois retours par jour (du lundi au samedi hors jours fériés).

## Toponymie
Le nom de la localité est attesté sous les formes Cumeriæ (1229) ; Cumières (1251) ; Cuymery (vers 1300) ; Cummières (1346) ; Cumières-lez-Damery (1508) ; Cumeris (1728).
Pluriel du bas latin communiarium « pâturage appartenant à une communauté ».

## Histoire
La commune est décorée de la Croix de guerre 1914-1918 le 30 mai 1921.

## Politique et administration

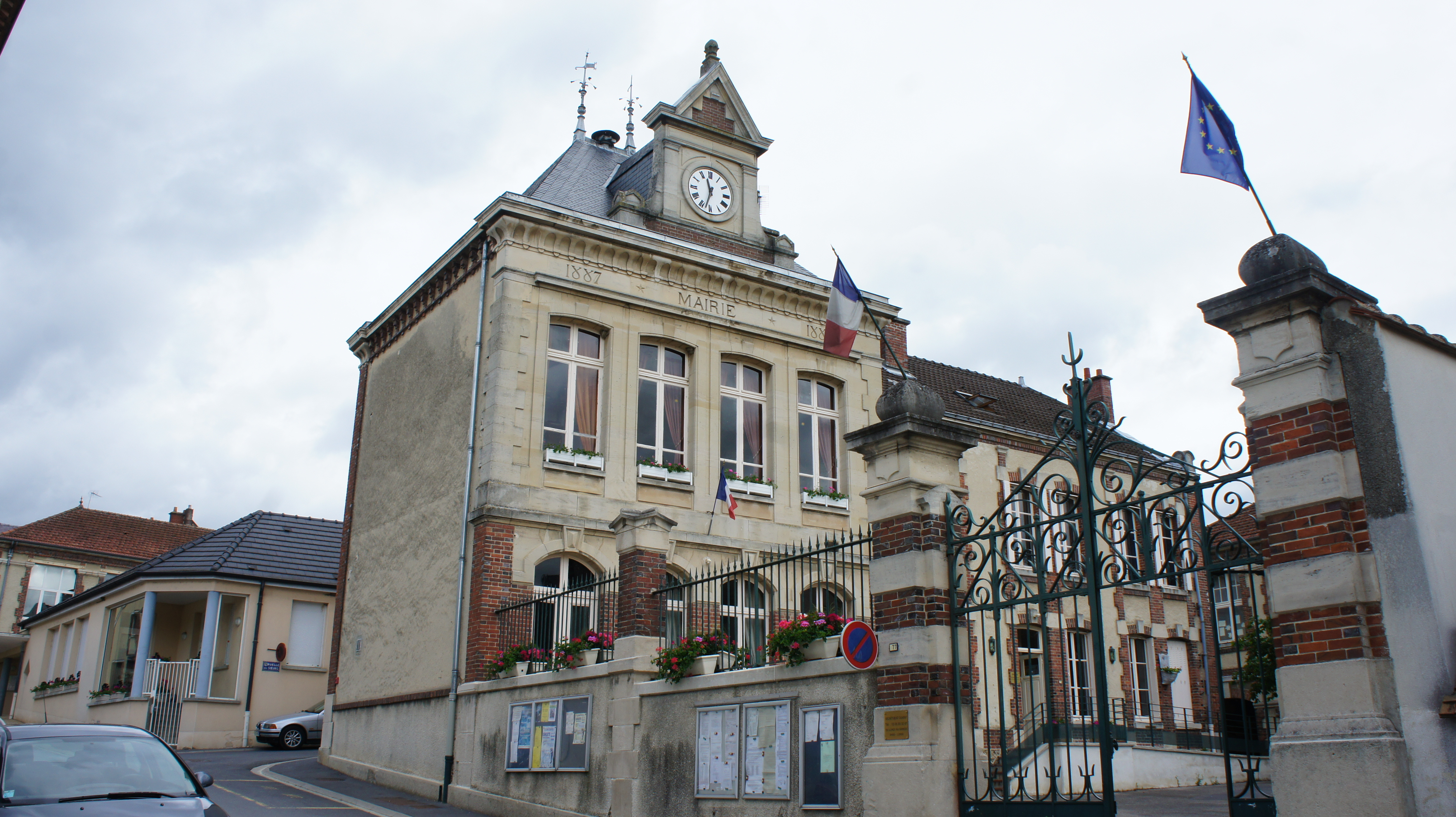
La mairie.

### Rattachements administratifs et électoraux
Rattachements administratifs
La commune se trouve dans l'arrondissement de Reims du département de la Marne.
Elle faisait partie depuis 1801 du canton d'Aÿ. Dans le cadre du redécoupage cantonal de 2014 en France, cette circonscription administrative territoriale a disparu, et le canton n'est plus qu'une circonscription électorale.
Rattachements électoraux
Pour les élections départementales, la commune fait partie depuis 2014 du canton d'Épernay-1
Pour l'élection des députés, elle fait partie de la troisième circonscription de la Marne.

### Intercommunalité
Cumières  était membre depuis 2004 de la communauté de communes Épernay Pays de Champagne, un établissement public de coopération intercommunale (EPCI) à fiscalité propre créé en 2001 et auquel la commune avait transféré un certain nombre de ses compétences, dans les conditions déterminées par le code général des collectivités territoriales.
Dans le cadre des dispositions de la loi portant nouvelle organisation territoriale de la République du 7 août 2015, qui prévoit que les établissements publics de coopération intercommunale (EPCI) à fiscalité propre doivent avoir un minimum de 15 000 habitants, cette intercommunalité a fusionné avec la petite communauté de communes de la Région de Vertus pour former, le 1er janvier 2017, la communauté d'agglomération Épernay, Coteaux et Plaine de Champagne dont est désormais membre la commune.

### Liste des maires
| Période                                  | Période                    | Identité           | Étiquette                  | Qualité                                                        |
| ---------------------------------------- | -------------------------- | ------------------ | -------------------------- | -------------------------------------------------------------- |
| Les données manquantes sont à compléter. |                            |                    |                            |                                                                |
| 1818                                     |                            | M. Nitot           |                            |                                                                |
| 1947                                     |                            | Alphonse Poittevin | SFIO                       | Viticulteur                                                    |
| Les données manquantes sont à compléter. |                            |                    |                            |                                                                |
| mars 1989                                | mars 2008                  | Philippe Martin    | DVD puis MPF puis UMP → LR | Viticulteur Député de la Marne (6e puis 3e circ) (1993 → 2017) |
| 2008                                     | En cours (au 9 avril 2021) | José Tranchant     |                            | Viticulteur retraité Réélu pour le mandat 2020-2026,           |

### Jumelages
La commune de Cumières est jumelée avec :
- Felino en Italie (province de Parme) ;
- Assesse en Belgique (province de Namur).

## Équipements et services publics

### Eau et déchets
L'approvisionnement en eau potable et l'assainissement des eaux usées sont des compétences de la communauté d'agglomération Épernay Agglo Champagne, gérées par le biais de son service « Régie Eau et Assainissement » depuis le 1er janvier 2022. La commune de Cumières est alimentée en eau potable par plus de trois captages. L'assainissement collectif y est assuré par la Société d'Assainissement de l'Agglomération d'Épernay, qui gère la station d'épuration d'Épernay-Mardeuil dans le cadre d'une délégation de service public confiée à Suez de 2022 à 2030.
La communauté d'agglomération est également compétente en matière de déchets. La collecte des ordures ménagères résiduelles, des déchets recyclables et des biodéchets est réalisée en porte à porte, par mise à disposition de trois bacs distincts. La communauté d'agglomération adhèrant au syndicat de valorisation des ordures ménagères de la Marne (SYVALOM), ces déchets sont amenés au centre de transfert départemental de Pierry puis valorisés sur le site de La Veuve. La collecte du verre et des textiles se fait en apport volontaire. La communauté d'agglomération met par ailleurs trois déchèteries à disposition de ses habitants : à Magenta, Pierry et Voipreux.

### Enseignement
Cumières fait partie de l'académie de Reims.
La commune dispose d'une école primaire, regroupant maternelle et élémentaire. Installée rue de l'Hôtel de Ville, l'école est fréquentée par 55 élèves (chiffres 2024-2025).
Les enfants de Cumières sont ensuite rattachés au collège Côte-Legris d'Épernay, puis au lycée Stéphane-Hessel d'Épernay.

### Postes et télécommunications
Une boîte aux lettres de La Poste se trouve sur le territoire de la commune, rue du Bois Des Jots.
Les bureaux de poste les plus proches sont les agences postales communales de Mardeuil, Hautvillers et Dizy ainsi que le bureau de poste de Damery, commune avec laquelle Cumières partage son code postal (51480).

### Justice, sécurité et secours
Du point de vue judiciaire, Cumières relève du conseil de prud'hommes d'Épernay, du tribunal de commerce de Reims, du tribunal de proximité, du tribunal judiciaire, du tribunal paritaire des baux ruraux et du tribunal pour enfants de Châlons-en-Champagne, dans le ressort de la cour d'appel de Reims. Pour le contentieux administratif, la commune dépend du tribunal administratif de Châlons-en-Champagne et de la cour administrative d'appel de Nancy.
Cumières est située en secteur Police nationale et dépend du commissariat d'Épernay.
En matière d'incendie et de secours, la caserne la plus proche est celle d'Épernay, rattachée au Service départemental d'incendie et de secours (SDIS) de la Marne.

## Population et société

### Démographie
L'évolution du nombre d'habitants est connue à travers les recensements de la population effectués dans la commune depuis 1793. Pour les communes de moins de 10 000 habitants, une enquête de recensement portant sur toute la population est réalisée tous les cinq ans, les populations de référence des années intermédiaires étant quant à elles estimées par interpolation ou extrapolation. Pour la commune, le premier recensement exhaustif entrant dans le cadre du nouveau dispositif a été réalisé en 2008.

En 2022, la commune comptait 716 habitants, en évolution de −6,77 % par rapport à 2016 (Marne : −1,19 %, France hors Mayotte : +2,11 %).
| 1793 | 1800 | 1806 | 1821  | 1831  | 1836  | 1841  | 1846  | 1851  |
| ---- | ---- | ---- | ----- | ----- | ----- | ----- | ----- | ----- |
| 941  | 798  | 917  | 1 090 | 1 087 | 1 087 | 1 060 | 1 083 | 1 126 |

| 1856  | 1861  | 1866  | 1872  | 1876  | 1881  | 1886  | 1891  | 1896  |
| ----- | ----- | ----- | ----- | ----- | ----- | ----- | ----- | ----- |
| 1 068 | 1 165 | 1 180 | 1 236 | 1 246 | 1 286 | 1 326 | 1 382 | 1 356 |

| 1901  | 1906  | 1911  | 1921  | 1926  | 1931  | 1936  | 1946 | 1954  |
| ----- | ----- | ----- | ----- | ----- | ----- | ----- | ---- | ----- |
| 1 298 | 1 240 | 1 167 | 1 195 | 1 148 | 1 133 | 1 081 | 978  | 1 056 |

| 1962  | 1968 | 1975 | 1982 | 1990 | 1999 | 2006 | 2008 | 2013 |
| ----- | ---- | ---- | ---- | ---- | ---- | ---- | ---- | ---- |
| 1 035 | 999  | 929  | 887  | 830  | 861  | 845  | 840  | 786  |

| 2018 | 2022 | - | - | - | - | - | - | - |
| ---- | ---- | - | - | - | - | - | - | - |
| 751  | 716  | - | - | - | - | - | - | - |

### Manifestations culturelles et festivités
- A l'occasion de la fête patronale, un grand feu est élaboré. On l'appelle le feu de la Saint-Jean. Un bouquet est placé à son sommet. S'il brûle, cela est censé présager une bonne récolte.
- La guinguette en bord de Marne est organisée tous les deux ans. Le village retourne alors dans les années 1900[44].

### Cultes
L'église Saint-Jean-Baptiste de Cumières est de confession catholique. La commune fait partie de la paroisse « Notre-Dame du Chêne », avec les villages voisins de Champillon, Dizy, Germaine, Hautvillers, Nanteuil-la-Forêt et Saint-Imoges. La paroisse dépend du diocèse de Reims.

## Économie
La commune fait partie de l'aire d'appellation contrôlée champagne (AOC). La viticulture et le commerce des vins de Champagne est important dans l'économie locale. Cumières est réputée pour son vin rouge, fait dans des foudres en chêne. On compte dans le village 25 vignerons récoltants-manipulants.
Le village accueille un magasin d'alimentation générale. On y trouve également cinq gîtes et chambres d'hôtes.

## Culture locale et patrimoine

### Lieux et monuments
- L'église du village est dédiée à saint Jean-Baptiste. Elle date du XVIIIe siècle. L'église de Cumières est rattachée à la paroisse Notre-Dame-du-Chêne, dans le diocèse de Reims[47]. En 1955, André Barbey (1906-1978), ami du curé Laurencis, y réalise un Christ en terre cuite, puis des vitraux en dalles de verre représentant des vignerons, et des fresques pour les fonts baptismaux.
- À partir de Cumières, il est possible de descendre la Marne sur la réplique d'un bateau à vapeur, avec des roues à aubes et bastingages blancs, comme sur le Mississippi[48]. Il s'agit du « Champagne Vallée »[49].
- Le pont de Cumières, inauguré en 1949, permet de relier la commune à Epernay. Il s'agit d'un pont en arc en béton armé de 73 m de long.

### Personnalités liées à la commune
- Jean Pruche, homme politique né le 8 juin 1732 à Cumières (Marne) et décédé le 25 avril 1814 à Dormans (Marne).
- François-Victor La Beste, homme politique né le 23 mars 1746 à Cumières et décédé le 12 mai 1798 au même lieu.
- Félix Désiré Soullié (1795-1868), député à l’Assemblée constituante de 1848, puis au Corps législatif.
- Gaston Poittevin (1880-1944), homme politique français.
- Philippe Martin (homme politique, 1949) (1949-2013), député (1993 à 2017) et maire de Cumières.

### Héraldique
| Armes de Cumières | Les armes de la commune se blasonnent ainsi : taillé : au premier d'azur semé de fleurs de lys d'or, au second d'argent au lion de sable, armé et lampassé de gueules. |